# Silnik F140 Ferrari
Silnik F140 jest wolnossącą jednostką V12 DOHC produkowaną przez Ferrari od 2002 roku, zainstalowany pierwotnie w supersamochodzie Ferrari Enzo. Pierwsza wersja tego silnika o pojemność 5998 cc  została denominowana "tipo" F140B (tipo, wersja, odmiana po Włosku). Od 2006 roku silnik był montowany w Ferrari 599 jako tipo F140C. W 2011 roku inżynierowie Maranello postanowili zwiększyć pojemność silnika do 6262 cc, kreując napęd słynnego Ferrari LaFerrari. Z wejściem na rynek modelu 812 superfast, jednostka została ponownie modyfikowana, doprowadzając pojemność do 6496 cc i moc do 800 koni mechaniczny. Silnik F140 był również używanych w nielicznych samochodach Maserati.

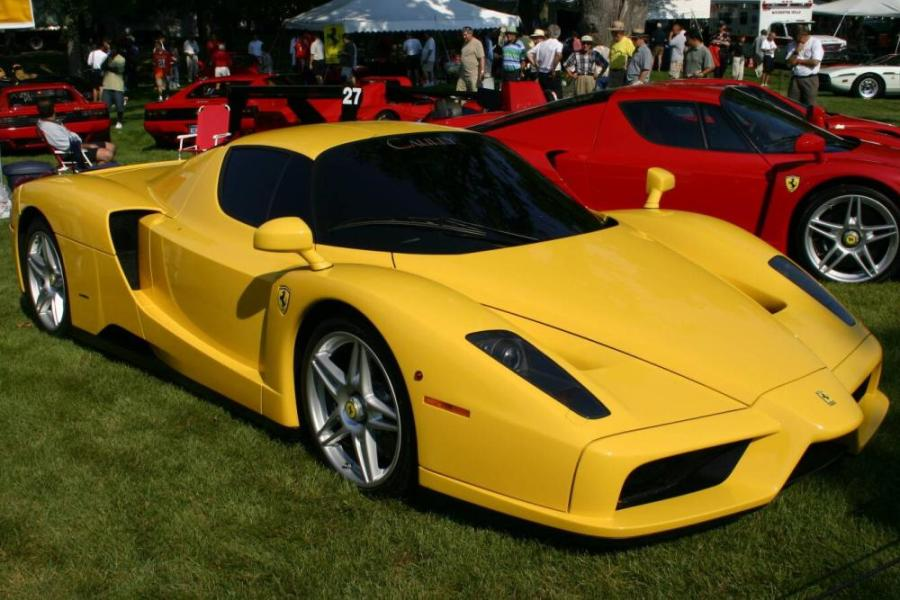
Ferrari Enzo, pierwszy samochód w którym stosowano silnik tipo F140.

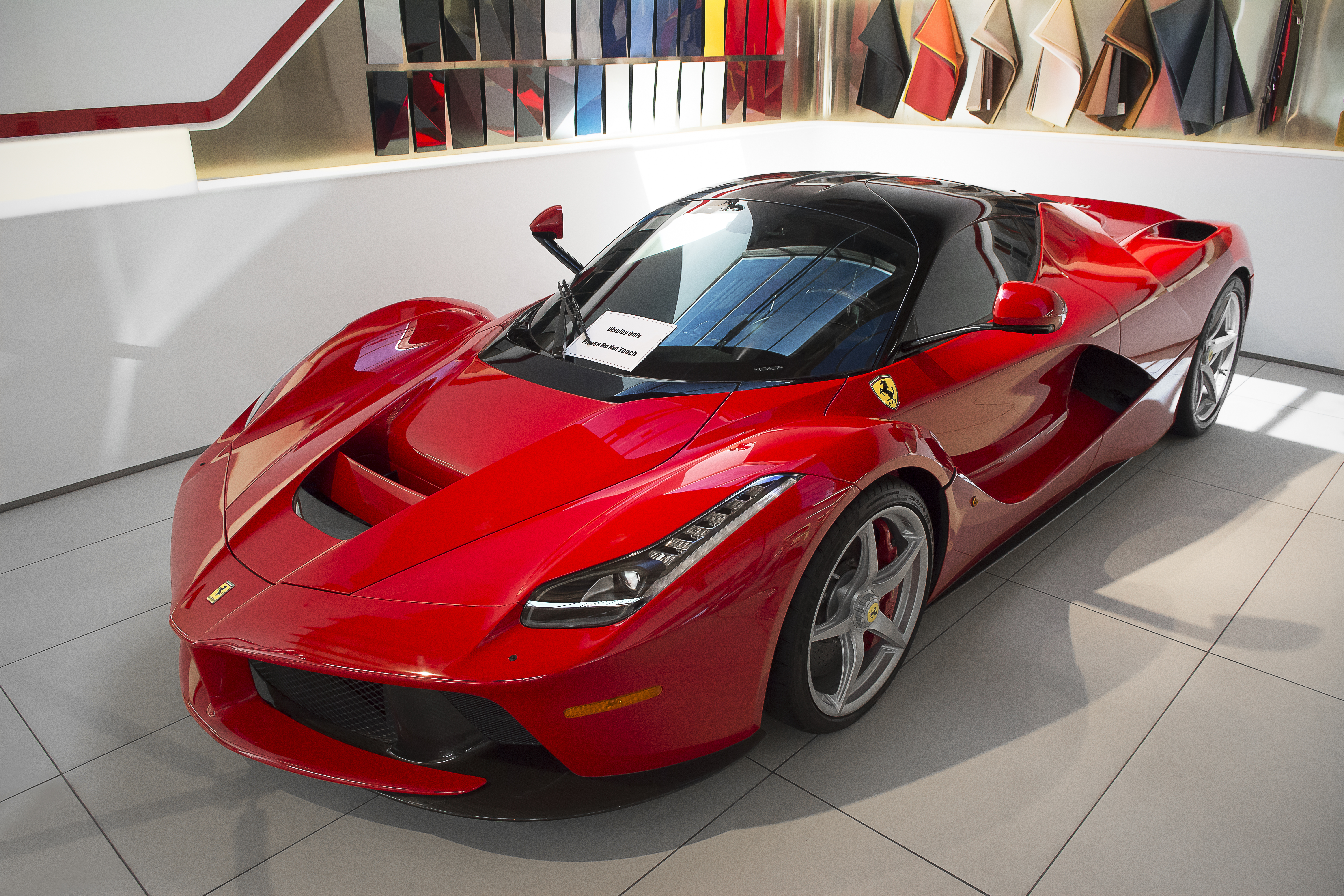
Jednostka 6.3 litrowa Ferrari LaFerrari posiada maksymalną moc 800 KM.

## Stosowanie

### Samochody osobowe
| Wersja | Pojemność        | Średnica ✖ skok tłoka | Lata produkcji | Montowany do      | Moc maksymalna | Maks. moment obrotowy                                                                               |
| ------ | ---------------- | --------------------- | -------------- | ----------------- | --- | --------------------------------------------------------------------------------------------------- |
| F140B  | 6.0 L (5,998 cc) | 92.0 mm × 75.2 mm     | 2002-2004      | Enzo Ferrrari     | 660 KM (485 kW; 651 hp) przy 7800 obr./min                                                                                             | 657 N⋅m przy 5500 obr./min                                                                          |
| F140C  | 6.0 L (5,998 cc) | 92.0 mm × 75.2 mm     | 2006–2012      | Ferrari 599       | 620 KM (456 kW; 612 hp) przy 7600 obr./min                                                                                             | 608 N⋅m przy 5600 obr./min                                                                          |
| F140CE | 6.0 L (5,998 cc) | 92.0 mm × 75.2 mm     | 2010-2012      | Ferrari 599 GTO   | 670 KM (493 kW; 661 hp) przy 8250 obr./min                                                                                             | 620 N⋅m przy 6500 obr./min                                                                          |
| F140EB | 6.3 L (6,262 cc) | 94.0 mm × 75.2 mm     | 2011–2016      | Ferrari FF        | 660 KM (485 kW; 651 hp) przy 8000 obr./min                                                                                             | 682 N⋅m przy 6000 obr./min                                                                          |
| F140FC | 6.3 L (6,262 cc) | 94.0 mm × 75.2 mm     | 2012-2016      | Ferrari F12       | 740 KM (544 kW; 730 hp) przy 8250 obr./min                                                                                             | 690 N⋅m przy 6000 obr./min                                                                          |
| F140FE | 6.3 L (6,262 cc) | 94.0 mm × 75.2 mm     | 2013-2015      | LaFerrari         | 800 KM (588 kW; 789 hp) przy 9000 obr./min + dodatkowo 163 KM (120 kW; 161 hp) od KERS suma 963 KM (708 kW; 950 hp) przy 9000 obr./min | 700 N⋅m przy 6750 obr./min + dodatkowo 200 N⋅m (148 lbf⋅ft) od KERS suma 900 N⋅m przy 9000 obr./min |

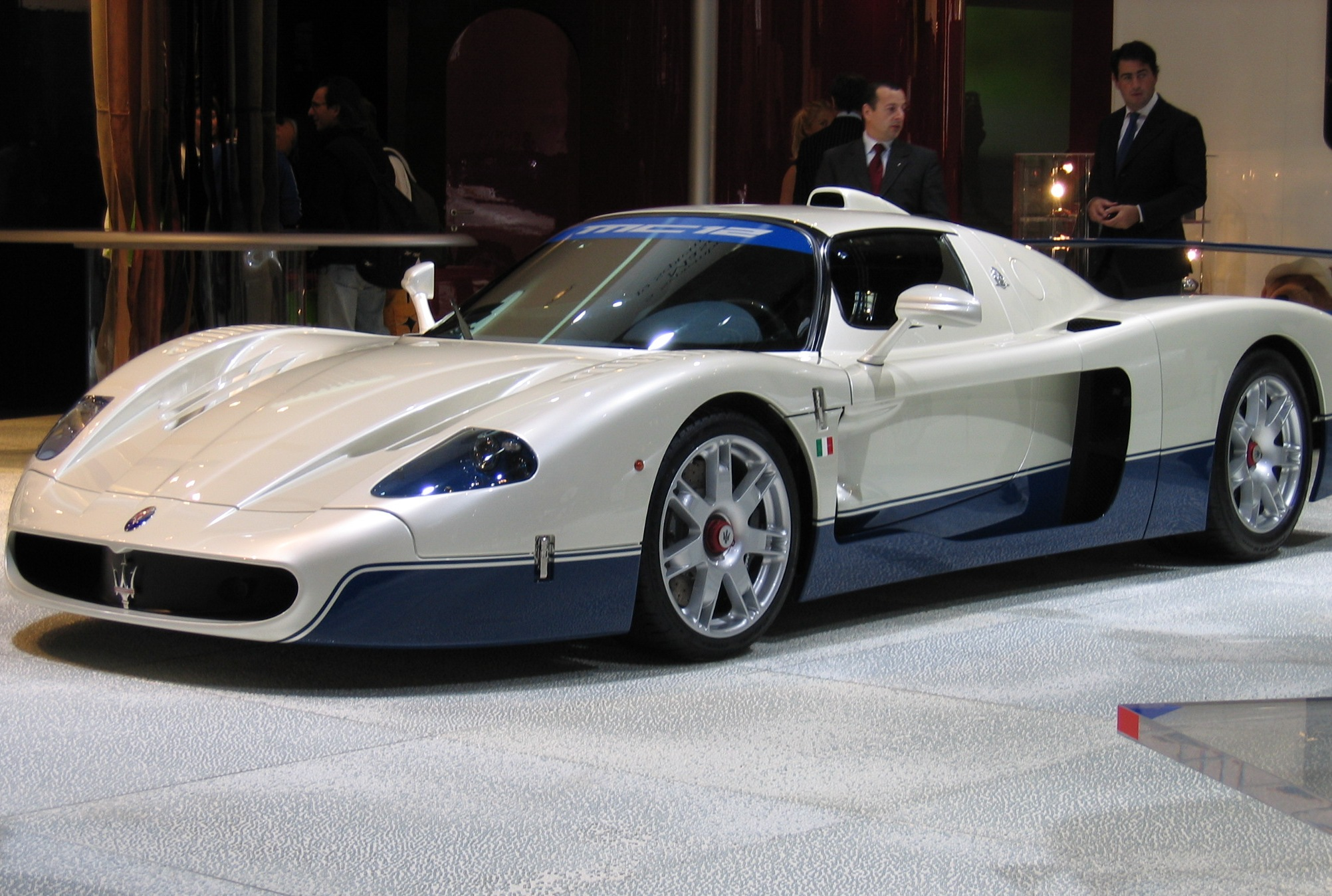
Maserati MC12 podczas Paris motor show.

| F140FG | 6.3 L (6,262 cc) | 94.0 mm × 75.2 mm     | 2015-2016      | Ferrari F12 tdf   | 780 KM (574 kW; 769 hp) przy 8500 obr./min                                                                                             | 705 N⋅m przy 6250 obr./min                                                                          |
| F140ED | 6.3 L (6,262 cc) | 94.0 mm × 75.2 mm     | od 2016        | Ferrari GTC4Lusso | 690 KM (507 kW; 681 hp) przy 8000 obr./min                                                                                             | 700 N⋅m przy 5750 obr./min                                                                          |
| F140GA | 6.5 L (6,496 cc) | 94.0 mm × 78.0 mm     | od 2017        | Ferrari 812       | 800 KM (588 kW; 789 hp) przy 8500 obr./min                                                                                             | 718 N⋅m przy 7000 obr./min                                                                          |

| Wersja | Pojemność        | Średnica ✖ skok tłoka | Lata produkcji | Montowany do  | Moc maksymalna          | Maks. moment obrotowy |
| ------ | ---------------- | --------------------- | -------------- | ------------- | ----------------------- | --------------------- |
| M144A  | 6.0 L (5,998 cc) | –                     | 2004–2005      | Maserati MC12 | 630 KM (463 kW; 621 hp) | –                     |

### Samochody wyścigowe
| Wersja  | Pojemność           | Lata produkcji | Montowany do           | Moc maksymalna | Maks. moment obrotowy                                                                  |
| ------- | ------------------- | -------------- | ---------------------- | --- | -------------------------------------------------------------------------------------- |
| F140 DA | 6.3 L (6,262.45 cc) | 2005–2006      | Ferrari FXX            | 800 KM (588 kW; 789 hp) przy 8500 obr./min                                                                                                 | 686 N⋅m at 5750 obr./min                                                               |
|         | 6.3 L (6,262.45 cc) | 2007–2008      | Ferrari FXX Evoluzione | 860 KM (633 kW; 848 hp) przy 9500 obr./min                                                                                                 |                                                                                        |
| F140 CF | 6.0 L (5,999 cc)    | 2009–2010      | Ferrari 599XX          | 730 KM (537 kW; 720 hp) przy 9000 obr./min                                                                                                 |                                                                                        |
|         | 6.0 L (5,999 cc)    | 2011–2012      | Ferrari 599XX Evo      | 740 KM (544 kW; 730 hp) przy 9000 obr./min                                                                                                 |                                                                                        |

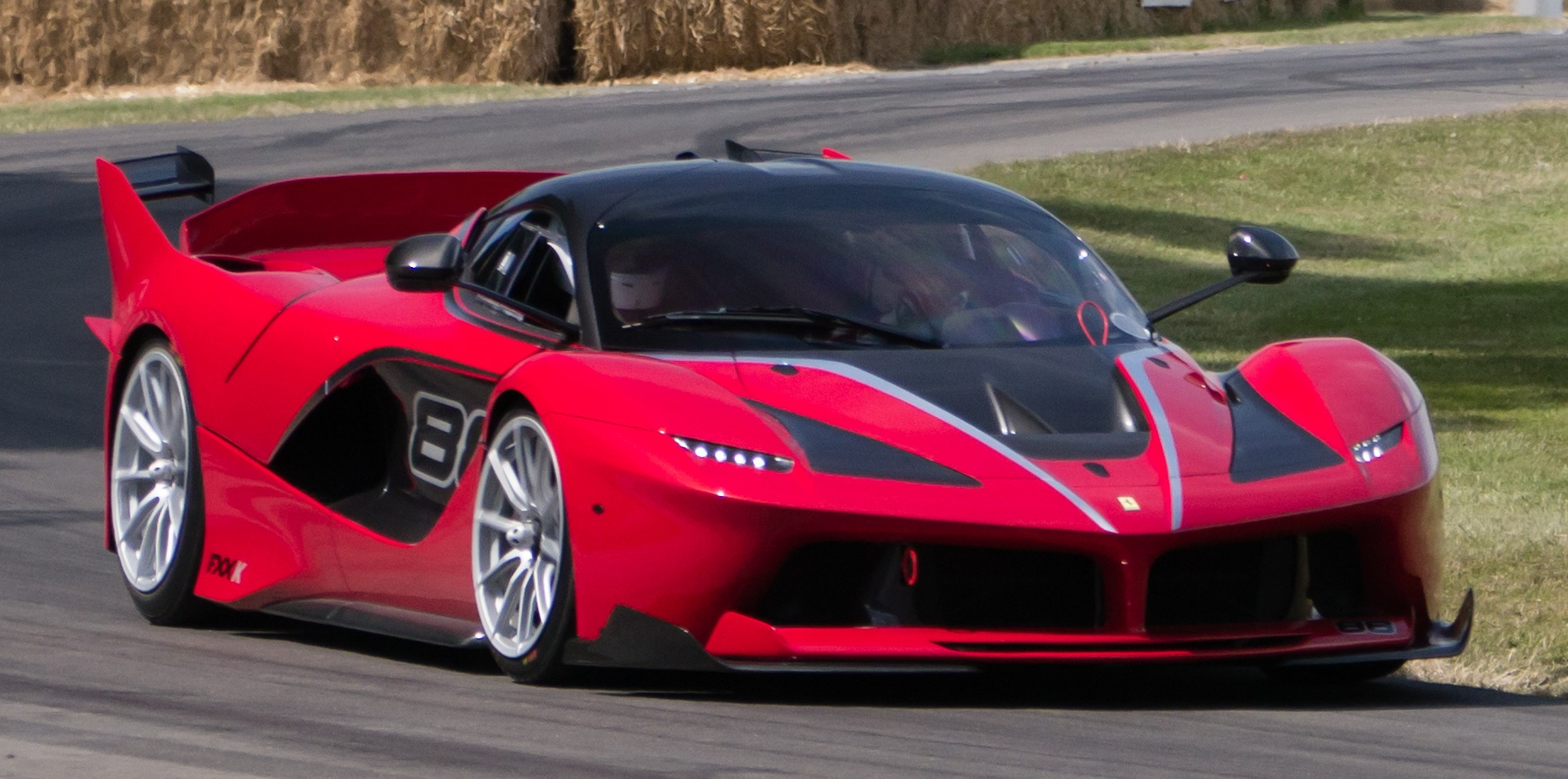
Ferrari FXX-K podczas występu.

|         | 6.3 L (6,262.45 cc) | 2014–2016      | Ferrari FXX-K          | 860 KM (633 kW; 848 hp) przy 9200 obr./min + dodatkowo 190 KM (140 kW; 187 hp) od KERS suma 1,050 KM (772 kW; 1,036 hp) przy 9250 obr./min | 750 N⋅m przy 6500 obr./min + dodatkowo 150 N⋅m od KERS suma 900 N⋅m przy 9250 obr./min |
|         | 6.3 L (6,262.45 cc) | 2017–2018      | Ferrari FXX-K Evo      | 860 KM (633 kW; 848 hp) przy 9250 obr./min dodatkowo 190 KM (140 kW; 187 hp) od KERS suma 1,050 KM (772 kW; 1,036 hp) przy 9250 obr./min   |                                                                                        |

| Wersja   | Displacement     | Years     | Montowany do        | Moc maksymalna          |
| -------- | ---------------- | --------- | ------------------- | ----------------------- |
| Nieznana | 6.0 L (5,998 cc) | 2004–2006 | Maserati MC12 GT1   | 600 KM (441 kW; 592 hp) |
| Nieznana | 6.0 L (5,998 cc) | 2006–2007 | Maserati MC12 Corsa | 755 KM (555 kW; 745 hp) |

## Nagrody
Jednostka V12 tipo F140 otrzymała wielokrotnie nagrodę najlepszego silnika roku "International engine of the year". W 2018 roku silnik F140GA otrzymał kolejne wyróżnienie, tym razem jako "najlepszy nowy silnik 2018" oraz jako zwycięzca kategorii "powyżej 4.0 L".